# قائمة مدعي المهدية
في علم آخر الزمان في الإسلام، المهدي هو شخصية يعتقد أنه سيظهر على الأرض قبل علامات الساعة الكبرى، وسيخلص العالم من الجور والظلم والطغيان، وسميلأ الأرض قسطًا وعدلًا كما مئلت ظلمًا وجورًا. ولقد ظهر أشخاص يزعمون أنهم المهدي في مختلف أنحاء العالم الإسلامي وعلى مر التاريخ منذ ولادة الإسلام (610 م).
كما أسس بعض مدعي المهدوية المطالبون بالسلطة دولاً (مثل المهدية في أواخر القرن التاسع عشر في السودان)، فضلاً عن الديانات أو الطوائف (مثل البابية، أو حركة الأحمدية). وقد تأكدت أهمية عقيدة المهدي في العالم الإسلامي مؤخراً أثناء الاستيلاء على المسجد الحرام في مكة المكرمة عام 1979، على يد ما لا يقل عن 200 مسلح بقيادة جهيمان العتيبي، الذي أعلن أن صهره محمد بن عبد الله القحطاني هو المهدي.
تقليديا، كان الاهتمام بشخصية المهدي أقوى بين الشيعة الاثني عشرية والإسماعيليين، ولكن كان ذلك الاهتمام أضعف في قلب العالم السني. حيث أن انتظار المهدي عند الشيعة على الأقل يعتبر شكلاً من أشكال العبادة؛ والانضمام إليه عندما يظهر والقتال تحت لوائه لملء العالم بالعدل هو أمل يومي للشيعة.

## القرن الثاني
- صالح بن طريف (ت. نحو 175 هـ / 791 م)، الزعيم الثاني للبرغواطة، أعلن نفسه نبيًا لدين جديد في منتصف القرن الثامن (القرن الهجري الثاني). ظهر في عهد الخليفة الأموي هشام. ووضع لقومه القوانين، فأطلقوا عليه اسم صالح المؤمنين، والمهدي الأخير.
- عبد الله بن معاوية من نسل جعفر بن أبي طالب. وفي أواخر سنة 127هـ / 744م نصبه شيعة الكوفة إماماً. ثار ضد يزيد بن الوليد الخليفة الأموي بدعم من الشيعة في الكوفة والمدائن. وانتقل إلى غرب إيران وأصفهان وإصطخر. تمكن من السيطرة على غرب إيران لمدة عامين. وأخيرًا هزمته جيوش الأمويين في عام 746-747م، وهرب إلى هراة في خراسان. ويقال أنه توفي وهو مسجون لدى أبي مسلم الخرساني. ولم يصدق أتباعه وفاته وقالوا إنه ذهب إلى الغيبة وسيعود، وأنه المهدي.[3]
- لم يزعم محمد بن إسماعيل (128 هـ/740- 813 م)/، نجل إسماعيل بن جعفر (الذي سميت الطائفة الإسماعيلية باسمه)،[4] أنه المهدي، حيث يعتقد معظم الإسماعيليين أن سلالة الأئمة استمرت من خلال ابنه الوافي أحمد، ولكن بعد وفاته اعتقد أتباعه أنه "الإمام السابع والأخير والذي من المنتظر عودته".[4]

## القرن الثالث
- محمد بن الحسن المهدي (256 ه‍ / 870 م) شخصية يعتقد الشيعة الاثنا عشرية أنه المتمم لسلسلة الأئمة، فهو الإمام الثاني عشر والأخير عند الشيعة الاثنا عشرية. يعتقد الشيعة أن الحسن العسكري أنجب طفلاً وهو محمد المعروف بالمهدي وظل يحاول إخفاءه عن الناس إلا المقربين منه فقط خوفاً عليه من سطوة شرطة الدولة العباسية التي كانت تنكل بالعلويين في ذلك الوقت حيث أن الحسن العسكري كان في إقامة جبرية في مدينة عسكر ليكون تحت أنظار السلطة.

## القرن الرابع
في القرن العاشر انقسمت الطائفة الإسماعيلية إلى قسمين – السلميون ومقرهم سلمية ويقودهم عبد الله المهدي؛ والقرامطة، ويتمركزون في الأحساء. كل واحد منهم يعلن أنه المهدي. انفصل القرامطة عن السلمية بعد أن أعلن عبد الله المهدي بالله (زعيم السلمية) نفسه المهدي. بعد حوالي 30 عامًا، أعلن زعيم القرامطة أبو طاهر الجنابي الشاب الفارسي أبا الفضل الأصفهاني أنه المهدي وتجسيد لله والذي عمل على إحياء الزرادشتية عوضًا عن الإسلام، وانتهى الأمر بمقتله.
- عبيد الله المهدي (ت. 322 هـ / 934 م)
- في زمن عبيد الله المهدي، أثار مقتل أبي عبد الله الشيعي فتنة كبيرة قام بها أتباعه من أهل كتامة، وقدّموا طفلا ادعوا أنه المهدي المنتظر، وامتدت هذه الدعوة وقويت، واضطر عبيد الله إلى إرسال حملة قوية إلى أرض كتامة بقيادة ابنه لقمع هذه الفتنة، فألحق بهم الهزيمة، ويرد لدى بعض المؤرخين أنه قتل الطفل الذي ولّوه باسم المهدي.
- أبو الفضل الأصفهاني. (- 318 هـ، 931م) كان شابًا فارسيًا أعلن الزعيم القرمطي للبحرين أبو طاهر الجنابي أنه تجسيد لله عام 931م. ومع ذلك، تسبب هذا الزعيم المروع الجديد اضطراب كبير من خلال رفض الجوانب التقليدية للإسلام وتعزيز العلاقات مع الزرادشتية.
- محمد المهدي بالله، (- 333 هـ، 945)، أثناء ثورة الخوارج التي قادها أبو يزيد ضد الخلافة الفاطمية، قام رجل يدعي أنه أمير عباسي بالثورة ضد أبي يزيد في باجة. واستخدم راية سوداء، وادعى أنه المهدي، واسمه محمد المهدي بالله. وسرعان ما قُبض عليه من قبل ابن أبي يزيد، أيوب، وبعد أن اختبر في معرفته ببغداد ولم يستطع الإجابة، صلب أمام باب المدينة.[5]
- محمد بن المستكفي (356 هـ، 967م) هو ولي عهد للخليفة العباسي المستكفي، وقد تولى عباءة المهدي في مؤامرة للإطاحة بأمراء البويهيين وخليفتهم المطيع.
- لم يزعم الحاكم بأمر الله (حكم 386 – 411هـ / 996 – 1021م) أنه المهدي، لكن يُعد الحاكم شخصية مهمة في عدد من الطوائف الشيعية الإسماعيلية، مثل النزاريين الذين يبلغ عددهم 15 مليونًا في العالم، والمستعليين الذين يتراوح عددهم بين 1 إلى 2 مليون، بالإضافة إلى الدروز الذين يبلغ عددهم 2 مليون. ويعتقد بعضهم أنه المهدي.

## القرن السادس
- المهدي ابن تومرت (485 - 524 ه‍ / 1092 - 1130 م) سعى محمد بن عبد الله بن تومرت (حوالي 1078/1080 – حوالي 1130) إلى إصلاح دولة المرابطيين في أوائل القرن الثاني عشر. وبعد رفضه في مراكش وغيرها من المدن، لجأ إلى قبيلته مصمودة في جبال الأطلس طلباً للدعم، عُرف أتباعه باسم الموحدين.[6] أعلن أنه المهدي في عام 1121 م،[7] وقال: «أنا المهدي المعصوم، أنا أحسن الناس معرفة بالله ورسوله»، وغير نسبه الأمازيغي إلى نسب يمتد إلى الحسين بن علي. كان فشله في الاستيلاء على مراكش في عام 1130 "سببًا في تقويض ادعاءاته بالعصمة"، وتوفي بعد فترة وجيزة من تعيين عبد المؤمن خليفته.[7] ثم أسس عبد المؤمن دولة الموحدين.[7]
- الحسن علي بن حسن القاهر: في منتصف شهر رمضان سنة 559 هـ (1164 م)، جمع أتباعه وأعلن "للجن والإنس والملائكة" أنه الإمام الغائب، وقد حررهم "من عبء أحكام الشريعة المقدسة". وبذلك شارك المجتمعون في طقس مخالف للشريعة، وهو مأدبة من الخمر في نهار رمضان.[8] وأوضح الحسن أنه ألغى الممارسة الظاهرية للشريعة ، وشدد على الجانب الباطني للقوانين.[9] كان الالتزام بالشعائر الإسلامية يعاقب عليه بأقصى درجات الشدة؛ ولكن المقاومة كانت عميقة، وتعرض حسن للطعن حتى الموت على يد صهره. وأعيد الالتزام بظاهر الشريعة الإسلامية بعد وفاة ابنه.[10]

## القرن السابع
- ابن أبي الطواجين ( 625 هـ / 1227م)، مارس الشعوذة وادّعى النُّبُوَّة واستفحل أمره لضعف دولة الموحدين، فكثر أنصاره الذين كانوا يساندونه ويؤيدونه مثل بني يوسف وبني حسان.

## القرن الثامن
- فضل الله نعيمي الاسترآبادي (741 - 796 هـ) ادعى بأنه خليفة الله في الأرض كآدم وعيسى ومحمد، وسيد العصر. قال صاحب الذريعة أنه «قُتل وأحرق بيد ميران شاه بن تيمورلنك ملك بلاد خرسان وفتوى علماء السنة بتبريز». لكن تلاميذه "قدسوه باعتباره تجسدًا إلهيًا" وانتظروا عودته تحت شعار "سيد السيف". وعُرفوا يالحروفية.

## القرن التاسع
- محمد بن فلاح (1400-1465، 866 هـ). أعلن نفسه ولياً للمهدي حوالي عام 1415م. وفي عام 1436، زاد عدد أتباعه في جنوب غرب إيران، وادعى الآن أنه المهدي وألقى "خطاب المهدي".[11] وقد ثار معارضو بدعته في المدن المقدسة في العراق، إلا أن قوته بلغت حداً جعله يدمر الحلة والنجف. كما أسس الدولة المشعشعية في خوارزم، وانتقلت إلى أحفاده، الذين أصبحوا حكامًا إقليميين حتى استولى الصفويون على دولتهم في عام 1508.[12]

## القرن العاشر
- سید محمد جونپورى، (1443-1505) ولد في جونبور (أوتار براديش الحالية، شمال الهند).[13] والده سيد محمد عبد الله من نسل موسى الكاظم. لقد ادعى أنه المهدي الموعود في ثلاث مناسبات:
  1. بين الركن والمقام أمام الكعبة بالمسجد الحرام (901هـ)
  2. مسجد تاج خان سالار، أحمد آباد، غوجارات (903 هـ)
  3. بادلي، ولاية غوجارات، حيث اجتذب عددًا كبيرًا من الأتباع ولكنه واجه معارضة من العلماء. (905 هـ)
- تعتقد الطائفة الذكرية بوجود المهدي وأنه ولد في عام 977 هـ - 1570 تقريبًا، ولا يعرف أي شيء عن حياته للعلماء ولكن لدى الذكرية كتاب مقدس مخفي عن حياته يسمى مهدي نامه باللغة البلوشية، ولديهم العديد من الكتب المقدسة المخفية الأخرى عن حياة الأنبياء وتعاليمهم والتي كلها سرية ومخفية، والعلماء اليوم لديهم مصادر قليلة فقط عنها.

## القرن الحادي عشر
- أحمد بن عبد الله محلي (967 - 1022 ه‍ـ / 1560 - 1613 م)[14] صوفي مغربي، أعلن نفسه المهدي في عام 1610 بعد أن عارض بمعلمه الصوفي وعارض سلالة السعديين الحاكمة بسبب فشلهم في مهاجمة المستعمرين الغربيين.[15] قبض السعديون عليه في مدينة مراكش، وقطعوا رأسه وعلقوها على أسوار المدينة حتى تحللت. رأى أتباعه أن "إيمانهم بقدرته على الانتصار الدائم تحطمت" فهربوا. ولكن بعضهم قبول وفاته واعتقدوا أنه "أخفى نفسه عن أعين الناس".[16]

## القرن الثالث عشر

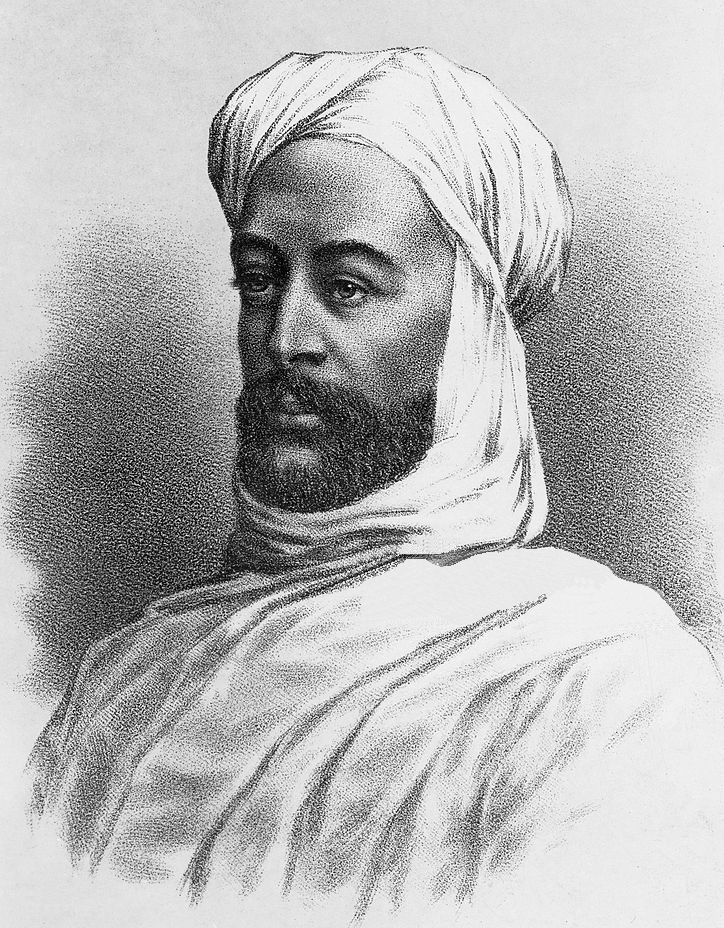
محمد أحمد المهدي

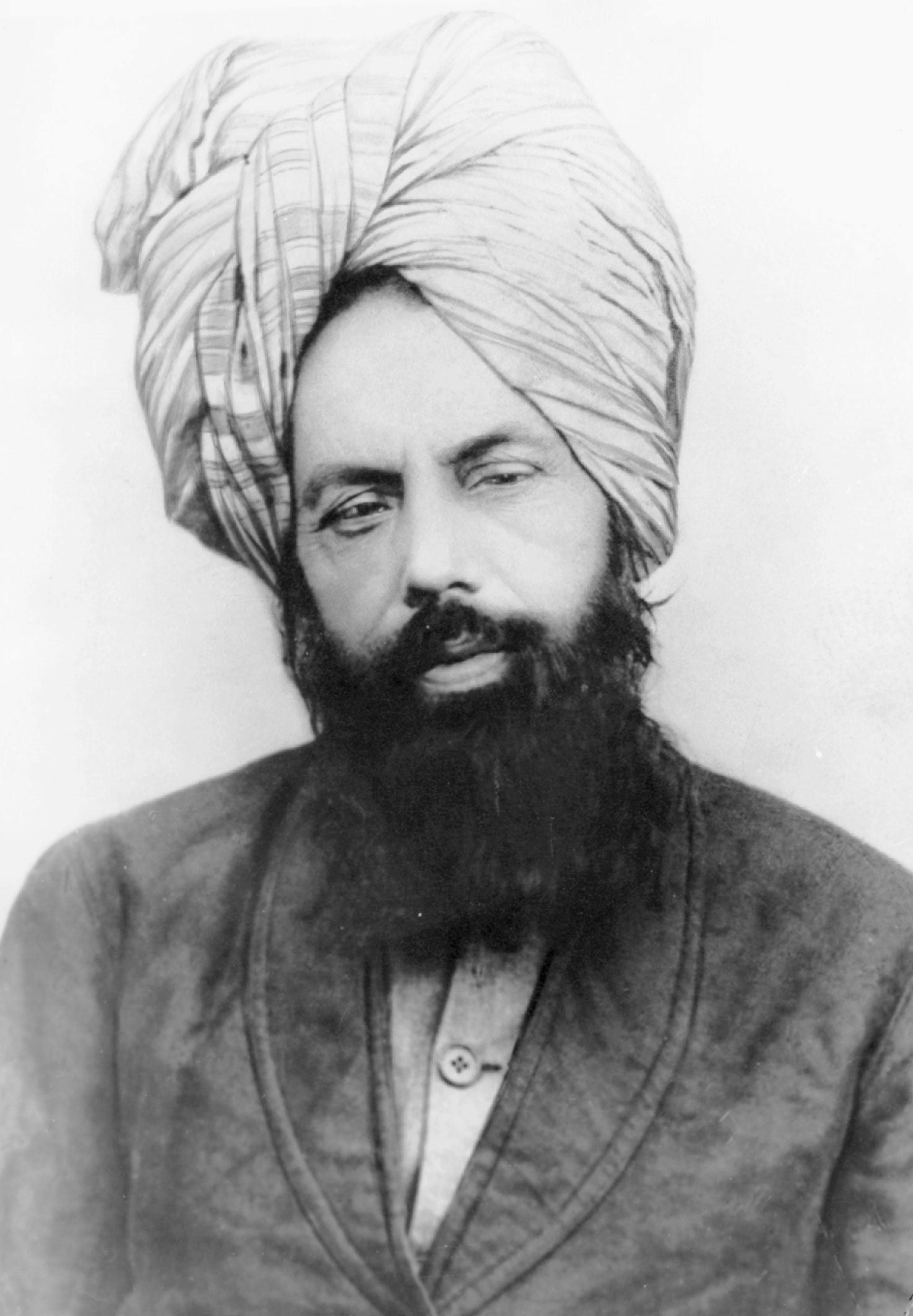
ميرزا غلام احمد

- آغا محمد رضا ، وهو شيعي من أصل إيراني يعيش في منطقة سلهت في البنغال، اشتهر باعتباره من أتباع الطريقة الصوفية. وقد حصل على عدد كبير من المتابعين بالآلاف وبدأ حركة في عام 1799 بغزو مملكة كاشاري والمطالبة بالاستقلال عن البريطانيين. وأعلن نفسه المهدي، وهُزم بعد عدد من المعارك ضد شركة الهند الشرقية. لقد هرب ولكن قُبض عليه لاحقًا وأرسل إلى السجن مدى الحياة في كلكتا.

- علي بن محمد رضا الشيرازي وشهرته الباب (1235 - 1266 ه‍ / 1819 - 1850 م)، ادعى أنه المهدي في عام 1844، واتخذ اسم الباب وأسس حركة دينية تعرف باسم البابية. وتم إعدامه لاحقًا رميًا بالرصاص في مدينة تبريز. وكان عدد أتباع دياتنه الجديدة قليلًا للغاية في العصر الحديث، إلا أنها استمرت في شكل الدين البهائي، الذي يعتبر أتباعه الباب شخصية محورية بالنسبة لهم.
- محمد أحمد المهدي (1259 - 1302 هـ / 1843 - 1885 م)، كان شيخاً صوفياً سودانياً من الطريقة السمانية. أسس طريقته الخاصة وسط الاحتجاجات الشعبية السودانية والاضطرابات الألفية ضد الحكم الإنجليزي.[17] في يونيو 1881 أعلن نفسه المهدي، معلناً أنه حلم أن النبي محمد قد نصبه على العرش. سيطر على إقليم كردفان وقاد حملة عسكرية ناجحة ضد الحكومة التركية المصرية في السودان، وهزم الجيش الإنجليزي المصري واستولى على العاصمة السودانية الخرطوم في عام 1885. قال أنه سيصلي قريبًا في مكة والمدينة والقاهرة والقدس، لكنه توفي بعد أشهر قليلة من انتصاره.[17] استمرت الدولة المهدية في عهد خليفته عبد الله بن محمد حتى عام 1898م، عندما سقطت في أيدي الجيش البريطاني بعد معركة أم درمان.

## القرن الرابع عشر
- غلام أحمد القادياني (1250 - 1326 هـ / 1835 - 1908 م)، أعلن أنه المهدي والمجيء الثاني للمسيح عيسى بن مريم في ذات الوقت في أواخر القرن التاسع عشر في الهند البريطانية. كما ادعى أنه تلقى الوحي وأسس الديانة الأحمدية في عام 1889، والتي على الرغم من اعتبارها من قبل أتباعها إسلامية، إلا أنها لا تحظى بالاعتراف بها من قبل غالبية المسلمين السائدين. في عام 1880. في عام 1974، أقر البرلمان الباكستاني قانوناً يعلن أن الأحمديين ليسوا مسلمين. منذ وفاة غلام أحمد، أصبحت الجماعة الأحمدية بقيادة خلفائه.
- محمد بن عبد الله القحطاني (1935-1979)، في 20 نوفمبر 1979، بين الركن والمقام أمام الكعبة بالمسجد الحرام، أعلن جهيمان العتيبي صهره محمد بن عبد الله القحطاني مهديًا، قُتل في الحرم المكي بعد أن احتله مع جيهمان العتيبي والجماعة المواليه لهم، أثناء تبادل لأطلاق النار مع القوات السعودية في المسعى في 4 محرم 1400 هـ في رابع يوم من أيام احتلال المسجد الحرام، وخلق مقتله في الأيام الأولى من العملية نوع من التشكك والتساؤلات لدى المجموعة، حيث أن المهدي لا يقتل عند ظهوره.
- عارفين محمد (1943–2016)، المعروف أيضًا باسم "آية بين"، مؤسس مملكة السماء المحظورة في ماليزيا عام 1975. ادعى أن له اتصالًا مباشرًا بالسماء ويعتقد أتباعه أنه تجسيد ليسوع. وكذلك شيفا، وبوذا، ومحمد.

## القرن الخامس عشر
- محمد بن عبد الله القحطاني (1935-1979)، في 20 نوفمبر 1979، بين الركن والمقام أمام الكعبة بالمسجد الحرام، أعلن جهيمان العتيبي صهره محمد بن عبد الله القحطاني مهديًا، قُتل في الحرم المكي بعد أن احتله مع جيهمان العتيبي والجماعة المواليه لهم، أثناء تبادل لأطلاق النار مع القوات السعودية في المسعى في 4 محرم 1400 هـ في رابع يوم من أيام احتلال المسجد الحرام، وخلق مقتله في الأيام الأولى من العملية نوع من التشكك والتساؤلات لدى المجموعة، حيث أن المهدي لا يقتل عند ظهوره.
- رياض أحمد جوهر شاهي، صوفي مثير للجدل بسبب إعلانه أنه المهدي والمسيح وكالكي.[18] يزعم أنصار شاهي أن وجهه أصبح بارزًا على القمر والشمس والنجم السديمي والحجر الأسود في مكة . اختفى شاهي عن الأنظار في عام 2001. كانت هناك ادعاءات بأنه توفي في ذلك العام أو في عام 2003، ولكن هذه الادعاءات غير مؤكدة.
- ضياء عبد الزهرة كاظم، شيعي عراقي، في عام 2006 أعلن أنه المهدي المنتظر ونظم جماعة مسلحة أطلق عليها "جند السماء". وبحسب التقارير الرسمية، فقد توجه كاظم في أواخر يناير 2007 نحو مدينة النجف، وكان يخطط لإعدام المراجع الشيعة هناك و"الاستيلاء على الحوزات العلمية التابعة لهم". وعندما انتبهت القوات العراقية إلى هذا الخطر، حاصرت كاظم وقتلته [19] و"263 إرهابياً" في معركة النجف عام 2007.[20] بينما يقول آخرون أن القوات العراقية والأميركية دبرت ذلك للقضاء على مجتمع جند السماء بأكمله، بما في ذلك النساء والأطفال، في "معسكر في الزرقا، شمال النجف".[20]